# Gunnar Persson
Gunnar Hilding Persson (ur. 31 grudnia 1884, zm. 21 grudnia 1972) – szwedzki zapaśnik walczący w stylu klasycznym. Olimpijczyk z Londynu 1908, gdzie zajął czwarte miejsce w wadze lekkiej.
Szósty na mistrzostwach Europy w 1909 roku.  

## Letnie Igrzyska Olimpijskie 1908
| Konkurencja            | Rundy eliminacyjne | Rundy eliminacyjne    | Rundy eliminacyjne        | Finały               | Finały              | Klas. końcowa |
| Konkurencja            | Przeciwnik I       | 1/8                   | 1/4                       | 1/2                  | o 3. miejsce        | Miejsce       |
| ---------------------- | ------------------ | --------------------- | ------------------------- | -------------------- | ------------------- | ------------- |
| 66,6 kg styl klasyczny | Wolny los Z        | Ernest Blount (GBR) Z | József Maróthy (HUN) Z-wo | Enrico Porro (ITA) P | Arvo Lindén (FIN) P | 4.            |